# Hærens Operative Kommando
Hærens Operative Kommando (i daglig tale HOK) var i perioden 1991-2014 kommandomyndighed for Hæren og forestod uddannelser og indsættelser af Hærens enheder.

## Historie
I 1808 oprettedes Generalstaben som en enhedskommando for Hæren.
I efterkrigsårene var der to landsdelskommandoer, Østre Landsdelskommando i Ringsted og Vestre Landsdelskommando i Viborg.
Den 1. januar 1991 etableredes Hærens Operative Kommando som et sidestykke til Søværnets Operative Kommando og Flyvertaktisk Kommando i de andre værn idet der efter afslutningen af den Kolde Krig ikke længere var behov for en territorial opdeling af det danske landforsvar.
Den 1. oktober 2014 blev Hærens Operative Kommando nedlagt. Hovedparten af opgaverne, personellet og mærket overgik til Hærstaben i Værnsfælles Forsvarskommando.

## Organisation

### Operative enheder
- Danske Division
- 1. Brigade
- 2. Brigade
- Jægerkorpset - vil blive overført til en ny Specialoperationskommando
- Særlig Støtte og Rekognosceringskompagni (SSR)

### Regimenter
- Den Kongelige Livgarde
- Danske Livregiment (til 2000, herefter en del af Gardehusarregimentet)
- Dronningens Livregiment (til 2001, herefter en del af Prinsens Livregiment)
- Prinsens Livregiment (til 2005, herefter en del af Jydske Dragonregiment)
- Slesvigske Fodregiment (til 2000, herefter en del af Prinsens Livregiment)
- Sjællandske Livregiment (til 2001, herefter en del af Gardehusarregimentet)
- Bornholms Værn (til 2000, herefter en del af Gardehusarregimentet)
- Jydske Dragonregiment
- Gardehusarregimentet
- Danske Artilleriregiment (fra 2005, til da Kongens Artilleriregiment og Dronningens Artilleriregiment)
- Ingeniørregimentet (fra 1997, til da Sjællandske Ingeniørregiment og Jydske Ingeniørregiment)
- Telegrafregimentet
- Trænregimentet (fra 1997, til da Jyske Trænregiment og Sjællandske Trænregiment)

### Centre
- Hærens Kamp og Ildstøtte Center
- Hærens Efterretnings Center
- Forsvarets Ingeniør- & CBRN Center
- Forsvarets Føringsstøtte Center
- Hærens Logistik Center
- Hærens Sergentskole

- tidligere var også Hærens Officersskole underlagt HOK, men den blev en del af Forsvarsakademiet inden nedlæggelse af HOK

### Lejre
- Borrislejren
- Oksbøllejren
- Jægersprislejren

## Chefer
- 1991 - 1993: Kjeld Hillingsø
- 1993 - : Ole Kandborg
- - 1998: Gustav Grüner
- 1998 - 2000: Jesper Helsø [2]
- 2000 - 2002 Jan Scharling
- 2002 - 2009: Poul Kiærskou [3]
- 2009 - 2010: Niels Henrik Bundsgaard
- 2010 - 31. marts 2013: Agner Rokos
- 1. april 2013 - 1. oktober 2014: Per Ludvigsen